# The Spaceape
The Spaceape, pseudonimo di Stephen Samuel Gordon (17 giugno 1970 – 2 ottobre 2014), è stato un poeta e MC britannico.
È noto per i suoi lavori di musica elettronica sotto l'etichetta Hyperdub, e per le sue collaborazioni con artisti della medesima casa discografica quali Kode9 e Burial.
Gordon è morto il 2 ottobre 2014 all'età di 44 anni, dopo aver combattuto contro una rara forma di cancro.

## Discografia

### Studio
- Memories of the Future (with Kode9) - Hyperdub, 2006
- Black Sun (with Kode9) - Hyperdub, 2011

### EP
- Xorcism - Hyperdub, 2012
- Killing Season (with Kode9) - Hyperdub, 2014